# گنبد (همدان)
گنبد (همدان)، روستایی از توابع بخش مرکزی شهرستان همدان در استان همدان ایران است.
پس از ورود نيروهاي متفقين به ايران و وقايع شهريور1320 فرماندهي نيروهاي متفقين در ايران دستور عفو عمومي تمامي زندانيان سياسي در ايران را صادر كرد، ولي به دليل سابقه ضد انگليسي شيخ محمد خالصي‌زاده، نامبرده از اين عفو مستثني شدند و در تبعيد ماند. چندي بعد، متفقين پروژه ساخت جاده نظامي جنوب به شمال ايران را آغاز كردند، با نزديك شدن جاده به تويسركان، شيخ محمد خالصي‌زاده اهالي مناطق اطراف را براي اقامه نماز در منطقه «گنبد» دعوت كرد. ايشان در خطبه هاي نماز جمعه، مردم را از مشاركت در امر جاده سازي منع كرد كه روز بعد كارگران ايراني دست از كار جاده سازي كشيدند. كُلنل «وپ» با اطلاع از اين موضوع براي فرماندهان عاليرتبه متفقين نوشت كه حضور خالصي‌زاده در تويسركان مانع كار جاده سازي ‌است و در پي آن شيخ محمد خالصي‌زاده در اوايل خرداد ماه 1321 به شهر كاشان تبعيد شد.

## جمعیت
این روستا در دهستان گنبد قرار دارد و براساس سرشماری مرکز آمار ایران در سال ۱۳۸۵، جمعیت آن 4500 نفر (500خانوار) بوده‌است.